# Dicranodontium longigemmatum
Dicranodontium longigemmatum là một loài Rêu trong họ Dicranaceae. Loài này được (C. Gao) J.-P. Frahm mô tả khoa học đầu tiên năm 1994.